# Drittes Italien

Die Regionen des Dritten Italiens

Als Drittes Italien (ital. Terza Italia) werden die nordöstlichen und mittelitalienischen Industriedistrikte des Landes bezeichnet. Es handelt sich um Gebiete, die sich insbesondere seit den 1970er Jahren industriell entwickelt haben. Dazu gehören namentlich die Regionen Toskana, Emilia-Romagna und Venetien (Kernregionen), sowie Umbrien, Marken, Trentino-Südtirol und Friaul-Julisch Venetien. Diese Gebiete zeichnen sich durch ein „Produktionsnetz aus kleinen und mittleren Unternehmen mit hoher Spezialisierung und engen, vorwiegend vertikalen Produktionsverflechtungen“ aus.
Der Begriff „Drittes Italien“ dient zur Abgrenzung von den seit langem industrialisierten Regionen insbesondere in Nordwestitalien (triangolo industriale) und dem wenig industrialisierten Süditalien, dem so genannten „Mezzogiorno“.
Die Wirtschaftsstruktur in Italien wird gemeinhin in drei übergeordnete Industrieregionen eingeteilt, so ragt die westliche Po-Ebene mit ihren traditionell stark vernetzten und verstädterten Strukturen zur führenden Region heraus. Seit den 1970er Jahren wird aber auch der Nordosten und die Mitte Italiens in der Regionalwissenschaft unter dem Fachterminus „Drittes Italien“ zusammengefasst und beschreibt damit die italienischen Industriedistrikte, die sich in diesem Gebiet akkumulierten. Den Größten Nachholbedarf hat der Süden Italiens. Trotz der Cassa per il Mezzogiorno, einer speziellen Subventionspolitik zum Aufbau des Südens (1992 eingestellt), gehört das Gebiet zu den Ziel-1-Regionen der EU und ist demnach eine der Nehmer-Regionen der Union.

## Begriffs- und Untersuchungsgeschichte

### Allgemeines
Der Begriff Terza Italia wurde 1977 vom Soziologen Arnaldo Bagnasco geprägt. Seine Untersuchung der Entwicklung der Unternehmen, Beschäftigten und der Unternehmensgrößen machte deutlich, dass sich in den Regionen des Dritten Italien eine spezielle Industriestruktur herausgebildet hat. So ging die Zahl der Unternehmen und der Beschäftigten im Nordwesten kontinuierlich zurück, während die Regionen des Dritten Italien deutliche Wachstumsraten hervorbrachten. Nicht zuletzt hingen die sinkenden Beschäftigungsverhältnisse im Nordwesten mit der Verlagerung von Funktionen in den Süden zusammen, jedoch erhöhte sich die Beschäftigtenzahl in den Regionen des Dritten Italien bei gleichzeitigem Sinken der Betriebsgröße. Nach Harald Bathelt und Johannes Glückler ist dieses Phänomen „Ausdruck einer hohen Dynamik von Unternehmensgründungen“. Besonders stark ausgeprägt sind diese Gründungen in den Städten des Dritten Italien. Dieser Trend wird zudem noch durch den Ausbau der Verkehrslinie Via Emilia in der Region Emilia-Romagna deutlich begünstigt.

### Beispiel Toskana – Ledergerbereien und Textilhersteller
Santa Croce ist ein kleiner Ort zwischen Pisa und Florenz in der Region Toskana. Die Ledergerbereien produzieren ausschließlich hochwertiges Leder für modische und designintensive Schuhe. Vor 1970 wurden hier die Traditionsbetriebe – dem Industrialisierungs-Trend folgend – zu größeren Unternehmen zusammengefasst. Doch als die Massenmärkte auf Grund der internationalen Konkurrenz zu stagnieren begannen, setzte hier ein Prozess der Reintegration ein, und es wurden zahlreiche kleine hochspezialisierte Gerbereibetriebe und dazu komplementäre Zulieferer und Dienstleister gegründet. Diese Form von Arbeitsteilung und Spezialisierung erlaubte es dieser Region sich international zu behaupten und konkurrenzfähig zu bleiben.
Der Nachbarregion Prato gelang es ebenfalls, trotz der steigenden Konkurrenz aus Niedrigkosten-Ländern, sich zu behaupten. Auch hier spezialisierte man sich auf qualitative und hochwertige Herstellung. Die Region konnte sich ebenfalls auf eine Handwerkertradition stützen. Es entstanden ebenfalls spezialisierte Händler, die Produkte ihrer Region auf dem internationalen Markt vertrieben und eine Akquirierung der Kundenwünsche betrieben. Durch diese (internationalen) Markt-Kontakte gelang es den Produzenten, Marktinformationen zu akkumulieren und sich so frühzeitig an die sich verändernde Nachfrage anzupassen. Im Falle von Santa Croce organisierten die einzelnen Betriebe sogar ein gemeinsames Marktforschungszentrum.

## Beurteilung des Phänomens
Das den Italienern eigene Wirtschaftsmodell in den Regionen des Dritten Italien scheint vorerst eine solide und krisenresistente Form des Wirtschaftens zu sein. Zieht man die aktuelle Bilanz aus der Wirtschaftskrise von 2008/2009, so steht Italien im Vergleich zu den Südeuropäischen Nachbarn antonymisch da. Die Spiegel-Online-Redaktion konstatiert dem Land „Krisenfeste Banken, stabile Immobilienpreise“, verhältnismäßig geringe Arbeitslosigkeit und eine Staatsverschuldung in einem adäquaten Rahmen. Nicht zuletzt hat das Dritte Italien durch seine handwerkliche Tradition und die hohe Spezialisierung auf qualitativ hochwertige Produkte einen entscheidenden Anteil an dieser Entwicklung. Während die massenorientierenden Produzenten, wie schon in den 1970er Jahren, Arbeitnehmer entlassen mussten, konnten sich die kleinen und mittleren Betriebe wieder einmal souverän präsentieren. Jedoch macht der zunehmende Druck aus den Niedriglohnländern auch diesen Regionen zu schaffen, mussten diese selbst in jüngster Vergangenheit Arbeitsprozesse ins kostengünstigere Ausland verlagern und Halbfertigprodukte aus diesen Ländern Importieren.